# Ketnet+
Ketnet+ is een voormalige digitale tv-zender complementair aan moederzender Ketnet, op zijn beurt een zender van de VRT. Via de rode knop op de afstandsbediening van de digitale tv was Ketnet+ bereikbaar.
Deze zender was te bekijken via Telenet Digital TV, Belgacom TV, en DVB-T. Ketnet+ was sinds september 2008 te zien elke avond vanaf 18u tot 20u en in het weekend ook van 8 tot 10 uur.
Op 1 mei 2012 stopte Ketnet+, samen met Één+ en Canvas+, dit omdat Ketnet vanaf die dag een eigen kanaal krijgt en de plus-zenders dan niet meer nodig zijn.